# MSX 2
MSX 2 је кућни рачунар фирме MSX који је почео да се производи у Јапану током 1985. године.
Користио је Zilog Z80A или еквивалентну микропроцесорску јединицу а РАМ меморија рачунара је имала капацитет од бар 64 KB. 
Као оперативни систем кориштен је MSX DOS 2.0 (доступан на опционом кертриџу).

## Детаљни подаци
Детаљнији подаци о рачунару MSX 2 су дати у табели испод.
|                       |                                             |
| [ 1 ]                 |                                             |
| Произвођач            |                                             |
| Тип                   | кућни рачунар                               |
| Меморија              | бар 64                                      |
| Поријекло             | Јапан                                       |
| Година                | 1985                                        |
| Тастатура             |                                             |
| Процесор              | или еквивалент                              |
| Фреквенција процесора | 3,58                                        |
| RAM                   | бар 64                                      |
| ROM                   | 48                                          |
| Текст                 | 40 x 24 / 32 x 24                           |
| Графика               | 64 x 48 / 256 x 192 / 256 x 212 / 512 x 212 |
| Боја                  | 512                                         |
| Звук                  | 3 канала, 8 октава                          |
| Димензије             | 21 x 15 x 3 / 1,15                          |
| Портови               |                                             |
| Оперативни систем     | 2.0 (доступно на опционом кертриџу)         |